# Landschaftsschutzgebiet Cerová vrchovina
Das Landschaftsschutzgebiet Cerová vrchovina (slowakisch Chránená krajinná oblasť Cerová vrchovina) ist ein Landschaftsschutzgebiet in der südlichen Mitte der Slowakei. Es bedeckt einen Großteil des Berglands Cerová vrchovina („Zerreiche-Bergland“), das zu den Westkarpaten gehört. Das Gebiet liegt vollständig im politischen Bezirk Banskobystrický kraj (Okresy Lučenec und Rimavská Sobota) und bedeckt eine Fläche von 167,71 km².
Der Sitz der Verwaltung befindet sich in Rimavská Sobota. Das Landschaftsschutzgebiet wurde im Jahre 1989 ausgerufen und das betreffende Gesetz im Jahre 2001 geändert.

## Geographie

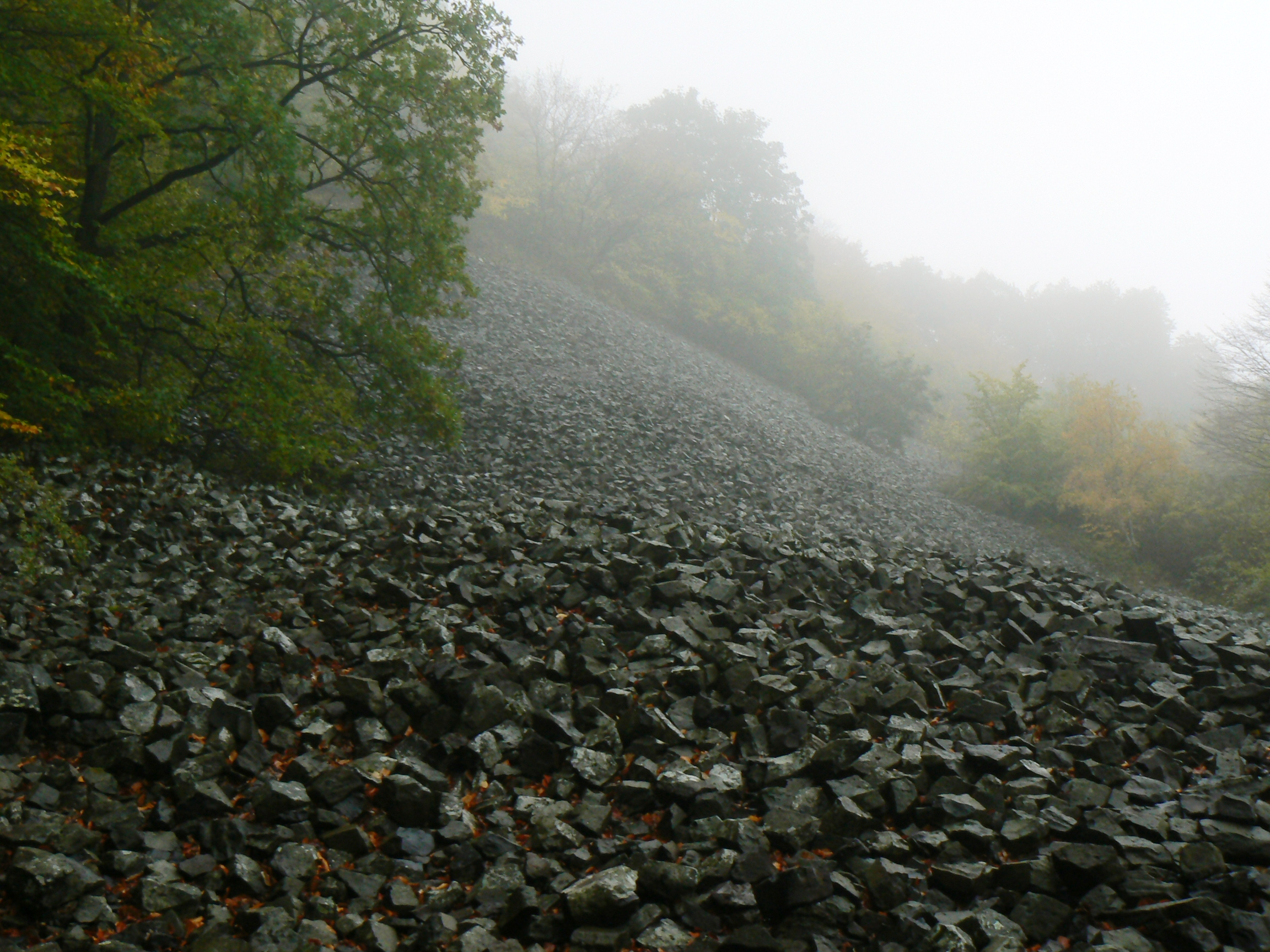
Ein Steinmeer bei Šomoška

Das Landschaftsschutzgebiet liegt in der südlichen Slowakei an der slowakisch-ungarischen Grenze. Die Grenzen umfassen nicht das gesamte Bergland, sondern nur die wertvollsten Teile und meiden bebaute Flächen, mit der Ausnahme der Gemeinden Šiatorská Bukovinka und Hajnáčka. Bei Cerová vrchovina handelt es sich um ein erloschenes Vulkangebirge, dessen Entstehung auf die Zeitalter von Pliozän und Pleistozän datiert wird. Vorher gab es gegen Ende des Tertiärs Eruptionen der Basaltvulkane, die bis zum älteren Quartär andauerten, wobei Lava, Asche und weitere Produkte des Vulkanismus die Täler ausgefüllt hatten. Danach kam es zu einer Reliefumkehr, d. h. aus den ehemaligen Bergkämmen wurden Täler und aus den von Vulkangesteinen bedeckten Tälern entstanden neue Bergrücken. Bis heute kann man durch Erosionsprozesse geänderte Vulkankegel (Ragáč), Vulkanschlote (Hajnáčsky hradný vrch, Soví hrad), Lavateppiche und Ströme (Pohanský hrad, Medveš) besichtigen. Bei Burg Šomoška (Gemeinde Šiatorská Bukovinka) befindet sich eine Basaltformation, der sog. Steinwasserfall, eine Reihe von fünf- und sechseckigen Basaltbalken.
Die Flüsse Ipeľ und Rimava entwässern das Gebiet. Die höchsten Erhebungen sind der Karanč (725 m n.m.) und Šiator (660 m n.m.).

## Flora und Fauna
Wälder bedecken etwa 60 % des Landschaftsschutzgebiets. Auf Grund des warmen Klimas, das vom pannonischen Becken in Ungarn bis hier reicht, wachsen überwiegend wärmeliebenden Arten wie Traubeneiche, Sommereiche und Zerreiche. An den kälteren Nordhängen wachsen Buchen. Bis heute sind mehr als 1.250 Pflanzenarten bekannt, geteilt auf Wald- und Felsenarten. Einige geschützte Arten sind z. B. die Schwarze Wiesen-Kuhschelle, Kronen-Lichtnelke, Zwerg-Schwertlilie, Gelber Blasenstrauch, Goldbartgras und mehrere Arten aus der Gattung der Federgräser.
Das Gebiet gehört zur Waldsteppen- und Steppenzone, daher ist das Gebiet reich an vielen Arten der Schmetterlinge (Segelfalter und Schwalbenschwanz) und Käfer (wie z. B. neun Arten der Echten Laufkäfer und Hirschkäfer). In den trockenen Lagen leben mehrere Arten der Kriechtiere, wie Östliche Smaragdeidechse, Mauereidechse, Blindschleiche oder Schlingnatter. Zahlreiche Vogelarten kann man insbesondere um den Stausee Hostice finden. In den unterirdischen Bereichen leben einige Fledermausarten, wie Kleine Hufeisennase, Mopsfledermaus und Großer Abendsegler.

## Besonderer Naturschutz

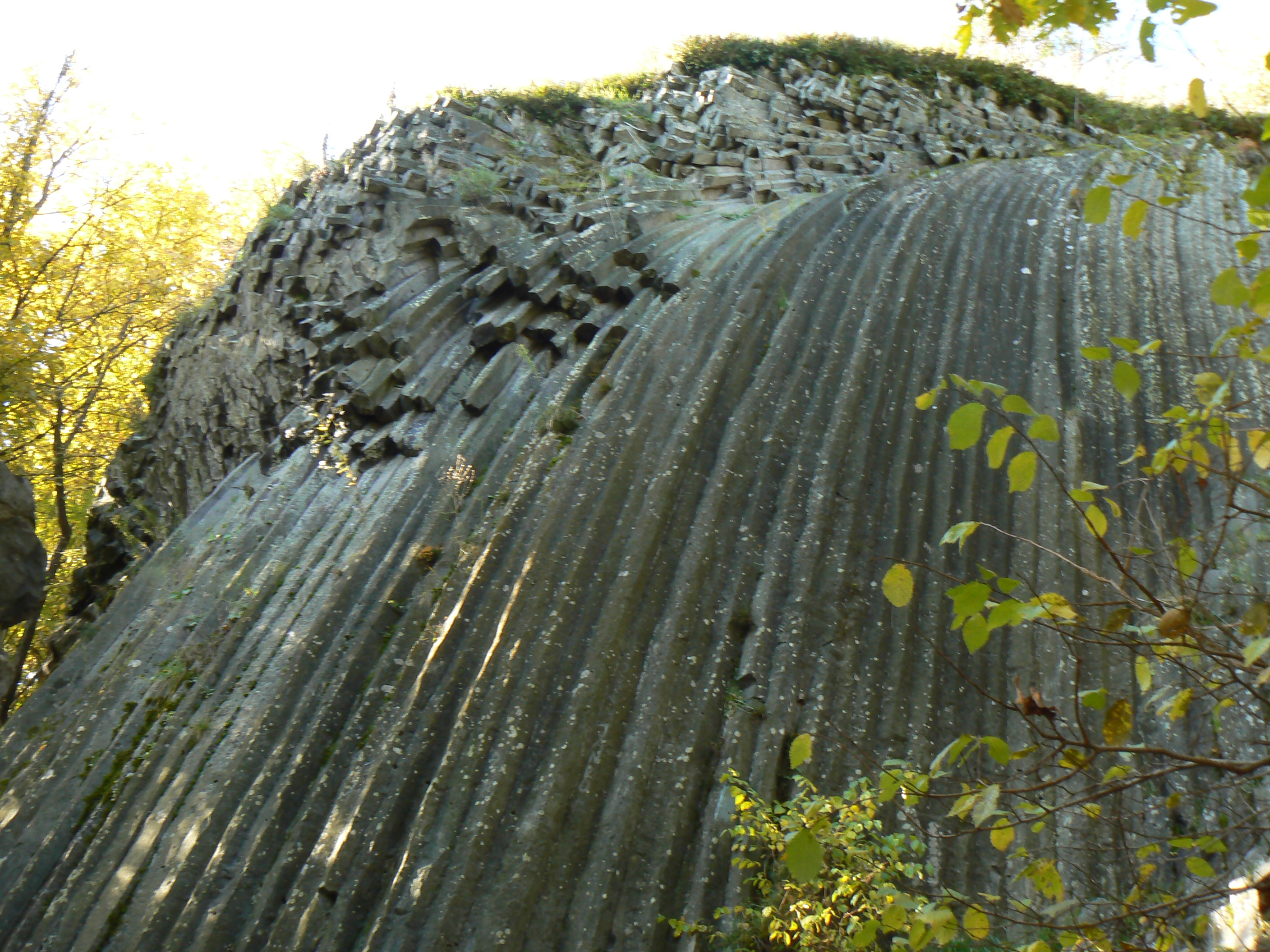
Der Steinwasserfall bei Šomoška

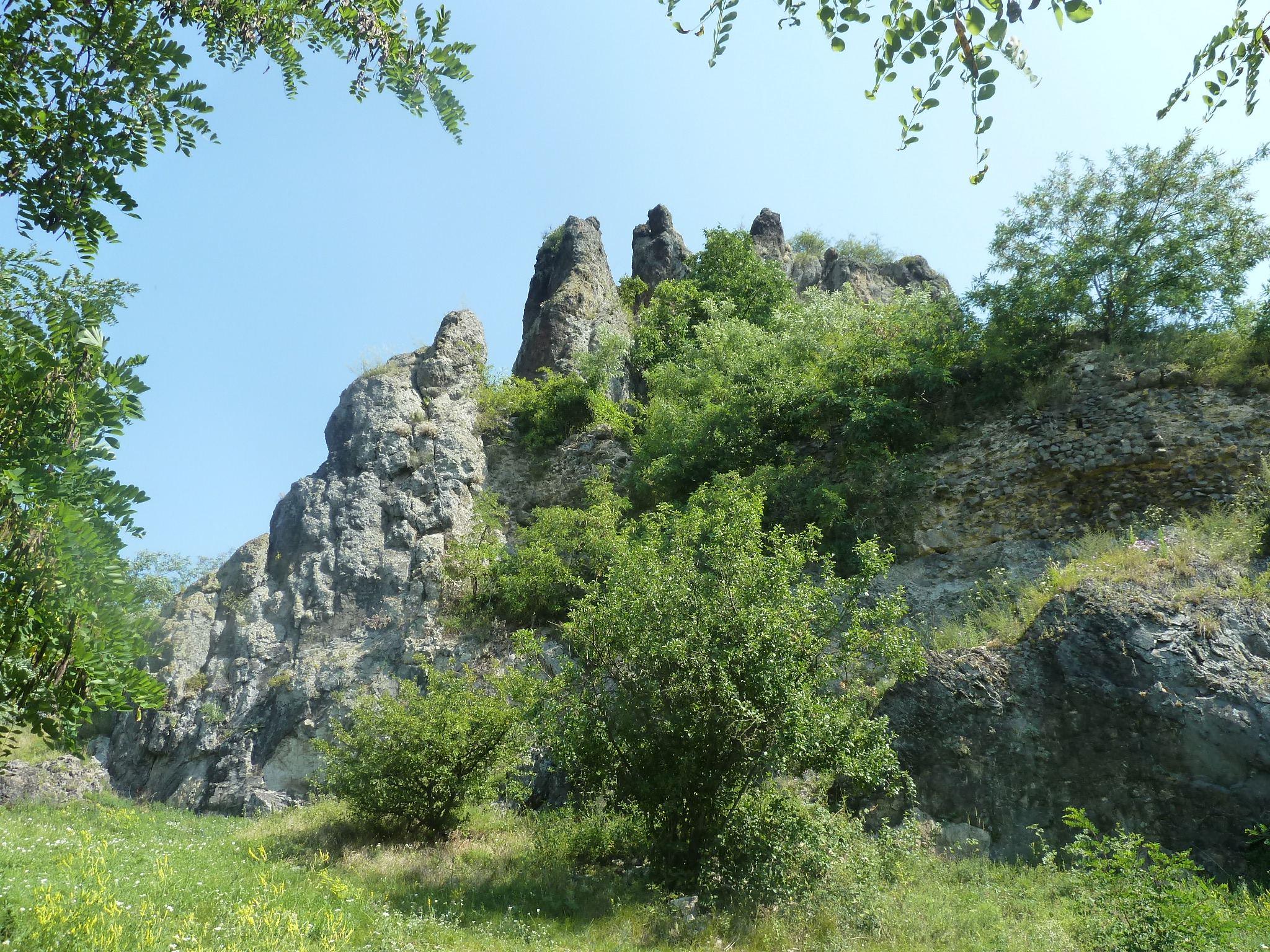
Ruinen der Burg Hajnáčka

- Národné prírodné rezervácie (NPR, Nationale Naturreservate)

Pohanský hrad (222,54 ha, seit 1964)
Ragáč (9,73 ha, 1964)
Šomoška (36,62 ha, 1954)
- Národné prírodné pamiatky (NPP, Nationale Naturdenkmale)

Kostná dolina (4,92 ha, seit 1994)
- Prírodné pamiatky (PP, Naturdenkmale)

Belinské skaly (7,11 ha, seit 1993)
Čakanovský profil (0,69 ha, 1990)
Jalovské vrstvy (1,7 ha, 1988)
Lipovianske pieskovce (0,13 ha, 1990)
Soví hrad (2,81 ha, 1964)
Záboda (20,72 ha, 1999)
- Prírodné rezervácie (PR, Naturreservate)

Hajnáčsky hradný vrch (9,71 ha, seit 1964)
Ostrá skala (17,79 ha, 2001)
Steblová skala (37,92 ha, 2000)
- Chránené areály (CHA, Geschützte Areale)

Fenek (9,68 ha, seit 1993)
Vinohrady (35,79 ha, 1999)
Quelle: